# バス・ファンデホール
バス・ファンデホール（Bas van de Goor、1971年9月4日 - ）として知られるセバスチャン・ジャック・アンリ・ファンデホール（Sebastiaan Jacques Henri van de Goor）はオランダの元バレーボール選手である。元オランダ代表。オリンピックには、1996年と2000年と二大会連続出場し、アトランタでは実弟のマイク・ファンデホール（英語版）とともに、イタリアをフルセットの大激戦で下して金メダリストに耀きMVPを受賞した。2000年シドニーでは5位となった。
代表監督のJoop Alberda（英語版）はファンデホールを評して「バレーボール界のマイケル・ジョーダンだ」と最大級の賛辞を呈した。
2003年、ファンデホールはI型糖尿病を発症した。ファンデホールは「糖尿病患者がスポーツを通じて、人生の質を高められるように」とファンデホール財団を設立した。更なる病魔がファンデホールを襲う。2016年11月、悪性リンパ腫に罹患したことを公表した。
2018年7月、バレーボール殿堂入りの栄に浴した。